# Budowanie pokoju
Budowanie pokoju (ang. peacebuilding) – wszelkie działania po zakończeniu konfliktu na rzecz utworzenia i wsparcia struktur zmierzających do umocnienia i utrwalenia osiągniętego pokoju w celu uniknięcia ponownego wybuchu konfliktu.
W terminologii NATO – to działania po zakończeniu konfliktu zmierzające do umocnienia i utrwalenia rozwiązań politycznych w celu uniknięcia odnowienia konfliktu.